# Élections générales britanniques de 1900 au pays de Galles
Les élections générales britanniques de 1900 se sont déroulées du 25 septembre au 24 octobre 1900.

## Résultats
| Parti                    | Parti                           | Votes   | %      | +/- | Sièges | +/-           |  |
| ------------------------ | ------------------------------- | ------- | ------ | --- | ------ | ------------- |  |
|                          | Parti libéral                   | 105 837 | 59,01  |     | 27     |               |  |
|                          | Parti conservateur              | 62 058  | 34,59  |     | 6      |               |  |
|                          | Labour Representation Committee | 11 472  | 6,40   |     | 1      |               |  |
|                          |                                 |         |        |     |        |               |  |
| Votes valides            | Votes valides                   | 179 367 | 79,46  | -   | 34     | en stagnation |  |
| Inscrits / participation | Inscrits / participation        | 225 738 | 100,00 |     |        |               |  |

## Résultats détaillés

### Par circonscription
| Circonscription                     |                |                |                                               |                                               |                                 |                                 |         |         |          |  |
| Circonscription                     | Parti libéral  | Parti libéral  | Parti conservateur et Parti libéral unioniste | Parti conservateur et Parti libéral unioniste | Labour Representation Committee | Labour Representation Committee | Votants | Votants | Inscrits |  |
| Circonscription                     | Voix           | %              | Voix                                          | %                                             | Voix                            | %                               | Voix    | %       | Voix     |  |
| ----------------------------------- | -------------- | -------------- | --------------------------------------------- | --------------------------------------------- | ------------------------------- | ------------------------------- | ------- | ------- | -------- |  |
| Anglesey                            | Aucun opposant | Aucun opposant |                                               |                                               |                                 |                                 |         |         |          |  |
| Arfon                               | Aucun opposant | Aucun opposant |                                               |                                               |                                 |                                 |         |         |          |  |
| Caernarvon District                 | 2 412          | 53.3           | 2 116                                         | 46.7                                          |                                 |                                 | 4 528   | 87.0    | 5 202    |  |
| Eifion                              | Aucun opposant | Aucun opposant |                                               |                                               |                                 |                                 |         |         |          |  |
| Denbigh District                    | 1 752          | 48.5           | 1 862                                         | 51.5                                          |                                 |                                 | 3 614   | 87.4    | 4 137    |  |
| Denbighshire Est                    | Aucun opposant | Aucun opposant |                                               |                                               |                                 |                                 |         |         |          |  |
| Denbighshire Ouest                  | Aucun opposant | Aucun opposant |                                               |                                               |                                 |                                 |         |         |          |  |
| Flint District                      | 1 760          | 55.5           | 1 413                                         | 44.5                                          |                                 |                                 | 3 173   | 88.6    | 3 581    |  |
| Flintshire                          | 4 528          | 53.6           | 3 922                                         | 46.4                                          |                                 |                                 | 8 450   | 78.4    | 10 774   |  |
| Merionethshire                      | Aucun opposant | Aucun opposant |                                               |                                               |                                 |                                 |         |         |          |  |
| Montgomery District                 | 1 309          | 47.0           | 1 478                                         | 53.0                                          |                                 |                                 | 2 787   | 86.3    | 3 229    |  |
| Montgomeryshire                     | 3 482          | 52.0           | 3 218                                         | 48.0                                          |                                 |                                 | 6 700   | 84.6    | 7 915    |  |
| Radnorshire                         | 2 082          | 52.1           | 1 916                                         | 47.9                                          |                                 |                                 | 3 998   | 76.6    | 5 219    |  |
| Breconshire                         | Aucun opposant | Aucun opposant |                                               |                                               |                                 |                                 |         |         |          |  |
| Cardiganshire                       | 4 568          | 54.7           | 3 787                                         | 45.3                                          |                                 |                                 | 8 355   | 62.8    | 13 299   |  |
| Carmarthen District                 | 2 837          | 58.1           | 2 047                                         | 41.9                                          |                                 |                                 | 4 884   | 87.9    | 5 557    |  |
| Carmarthenshire Est                 | 4 337          | 66.8           | 2 155                                         | 33.2                                          |                                 |                                 | 6 492   | 65.1    | 9 967    |  |
| Carmarthenshire Ouest               | Aucun opposant | Aucun opposant |                                               |                                               |                                 |                                 |         |         |          |  |
| Pembroke and Haverfordwest District | 2 664          | 49.9           | 2 679                                         | 50.1                                          |                                 |                                 | 5 343   | 81.0    | 6 598    |  |
| Pembrokeshire                       | Aucun opposant | Aucun opposant |                                               |                                               |                                 |                                 |         |         |          |  |
| Cardiff District                    | 9 342          | 52.2           | 8 541                                         | 47.8                                          |                                 |                                 | 17 883  | 80.0    | 22 361   |  |
| Glamorganshire Est                  | 6 994          | 63.2           | 4 080                                         | 36.8                                          |                                 |                                 | 11 074  | 72.3    | 15 315   |  |
| Glamorganshire Milieux              | 7 027          | 75.8           | 2 244                                         | 24.2                                          |                                 |                                 | 9 271   | 67.8    | 13 666   |  |
| Glamorganshire Sud                  | 6 322          | 48.0           | 6 841                                         | 52.0                                          |                                 |                                 | 13 163  | 73.2    | 17 979   |  |
| Gower                               | 4 276          | 52.6           |                                               |                                               | 3 853                           | 47.4                            | 8 129   | 66.3    | 12 267   |  |
| Merthyr Tydfil (2 députés)          | 12 602         | 68,69          |                                               |                                               | 5 745                           | 31.3                            | 18 347  | 73.9    | 15 400   |  |
| Rhondda                             | 8 383          | 81.7           |                                               |                                               | 1 874                           | 18.3                            | 10 257  | 81.7    | 12 549   |  |
| Swansea District                    | Aucun opposant | Aucun opposant |                                               |                                               |                                 |                                 |         |         |          |  |
| Swansea Town                        | 4 318          | 57.4           | 3 203                                         | 42.6                                          |                                 |                                 | 7 521   | 82.8    | 9 079    |  |
| Monmouth District                   | 3 727          | 45.8           | 4 415                                         | 54.2                                          |                                 |                                 | 8 142   | 87.2    | 9 335    |  |
| Monmouthshire Nord                  | 5 139          | 57.9           | 3 740                                         | 42.1                                          |                                 |                                 | 8 879   | 79.6    | 11 159   |  |
| Monmouthshire Sud                   |                |                | Aucun opposant                                | Aucun opposant                                |                                 |                                 |         |         |          |  |
| Monmouthshire Ouest                 | 5 976          | 71.3           | 2 401                                         | 28.7                                          |                                 |                                 | 8 377   | 75.1    | 11 150   |  |
| Total                               | 105 837        | 59,01          | 62 058                                        | 34,60                                         | 11 472                          | 6,40                            | 179 367 | 79.46   | 225 738  |  |